# Timo Gebhart
Timo Gebhart (Memmingen, 12 aprile 1989) è un allenatore di calcio ed ex calciatore tedesco, di ruolo centrocampista, tecnico del BSC Memmingen.

## Caratteristiche tecniche
Viene schierato come centrocampista offensivo.
Il suo ruolo naturale è quello di trequartista centrale, ma viene utilizzato spesso anche come ala destra.

## Carriera

### Club
Gebhart ha iniziato a giocare nella sua città, prima di passare, nel 2004, al Monaco 1860. Dopo qualche anno nelle formazioni giovanili, è arrivato in prima squadra nel 2007. È stato utilizzato, nella sua prima stagione, in 23 partite, ma non è riuscito a trovare la via del gol. Nel gennaio del 2009 è approdato allo Stoccarda.
Il 3 maggio 2012 il suo cartellino viene acquistato dal Norimberga, club dove militerà dal 1º luglio dello stesso anno.

### Nazionale
Ha partecipato, con la Germania under 19, ai campionati europei di categoria. È stato tra i protagonisti della sua squadra per tutto il torneo, compresa la finale contro l'Italia under 19, quando ha segnato il gol del definitivo 3 a 1 per la sua squadra, consegnando il titolo europeo ai tedeschi.

## Palmarès

### Club

#### Competizioni nazionali
- Fußball-Regionalliga: 1

Monaco 1860: 2017-2018 (Regionalliga Bayern)

### Nazionale
- Campionato d'Europa Under-19: 1

2008